# Десант на Смедерево
Десант на Смедерево – тактички десант совјетске Дунавске војне флоте током Београдске операције.

## План операције
Пред одлучујућу битку за Београд, совјетска војска 57. армија (под командом генерала-потпуковника Николаја Александровича Гагена), трећег украјинског фронта (под командом маршала Совјетског Савеза Фјодора Ивановича Толбухина) се кретала дуж реке Дунава. Бродови Дунавске флоте (под командом вицеадмирала Сергеја Георгијевича Горшкова) су им пружали сталну подршку. После пробоја затопљених фарвартера на Дунаву код Ђердапске клисуре оклопни чамци и миноловци усредсредили су се на прилазе ка граду и речном пристаништу Смедерево.
Смедерево је претворено у моћни чвор непријатељске одбране која је чувала приступ Београду са југоистока. Немачка група је била у саставу оператвивне групе „Србијаˮ (под командом Ханса Флебера), која је била у саставу групе армија „Фˮ (под командом генерал-фелдмаршала Максимилијана фон Вајхса) у чијем саставу је било 20 хиљада артиљераца, тенкова укопаних у земљу и оклопни воз на станици.
Командант армије је наредио не само ослобођење града, већ и да се спречи повлачење непријатељских јединица које би браниле Београд. Војска је извршила десант на обалу Дунава како би препречила одступање немачких јединица на линији Смедерево—Гроцка—Београд.
У јутарњим сатима 16. октобра извршен је десант. Шест оклопних чамаца се, без обзира на јаку артиљеријску ватру непријатеља, искрцало на обалу, на километар северно од Смедерева. Са чамаца се за време искрцавања пружала артиљеријска подршка. Искрцане јединице успеле су да се учврсте на обали и пресеку регионални пут онемогућивши повлачење противника. У току дана су совјетске јединице успеле да одбију неколико напада немачких јединица. Истовремено, 57. армија је јуришала на Смедерево. У поподневним сатима 16. октобра остаци немачке јединице, који нису успели да се пробију према Гроцкој, су се предали.